# Shinobu Itō (Fußballspieler)
Shinobu Itō (japanisch 伊藤 仁 Itō Shinobu; * 7. Mai 1983 in der Präfektur Saitama) ist ein ehemaliger japanischer Fußballspieler.

## Karriere
Itō erlernte das Fußballspielen in der Schulmannschaft der Bunan High School. Seinen ersten Vertrag unterschrieb er 2002 bei Cerezo Osaka. Der Verein spielte in der zweithöchsten Liga des Landes, der J2 League. 2002 wurde er mit der Mannschaft Vizemeister der J2 League und stieg in die J1 League auf. Für den Verein absolvierte er zwei Erstligaspiele. 2004 wechselte Itō zum Zweitligisten Mito HollyHock. Für den Verein absolvierte er 56 Ligaspiele. Ende 2005 beendete er seine Karriere als Fußballspieler.

## Erfolge
Cerezo Osaka
- Kaiserpokal

Finalist: 2003